# Songül Öden
Songül Öden (Diyarbakır, 17 de febrero de 1979) es una actriz turca.

## Vida y carrera
Songül Öden nació en Diyarbakır. Realizó todas sus etapas estudiantiles en Ankara. Cuando se encontraba en la secundaria, se inscribió en una escuela de teatro musical. Obtuvo un grado en el departamento de teatro de la Universidad de Ankara. Tras graduarse se mudó a la ciudad de Estambul para continuar con su carrera teatral.
Songül empezó a actuar en televisión en 1999, apareciendo inicialmente en una serie titulada Ferhunde Hanımlar. Acto seguido apareció en los seriados Vasiyet (2001), Havada Bulut (2002), Gümüş (2005–2007), Vazgeç Gönlüm (2008) y Mükemmel Çift (2010). Con Gümüş logró repercusión en su país, actuando al lado de Kıvanç Tatlıtuğ. La serie se prolongó durante dos años y fue un éxito de audiencia en el país turco.
En 2009 participó en el largometraje Acı Aşk, escrito por Onur Ünlü. Un año después figuró en 72. Koğuş, de Orhan Kemal. Acı Aşk, la que protagonizó junto a Halit Ergenç, Cansu Dere y Ezgi Asaroğlu, fue estrenada el 18 de diciembre de 2009. Retornó a la televisión en 2011 en la popular serie Umutsuz Ev Kadınları.

## Filmografía

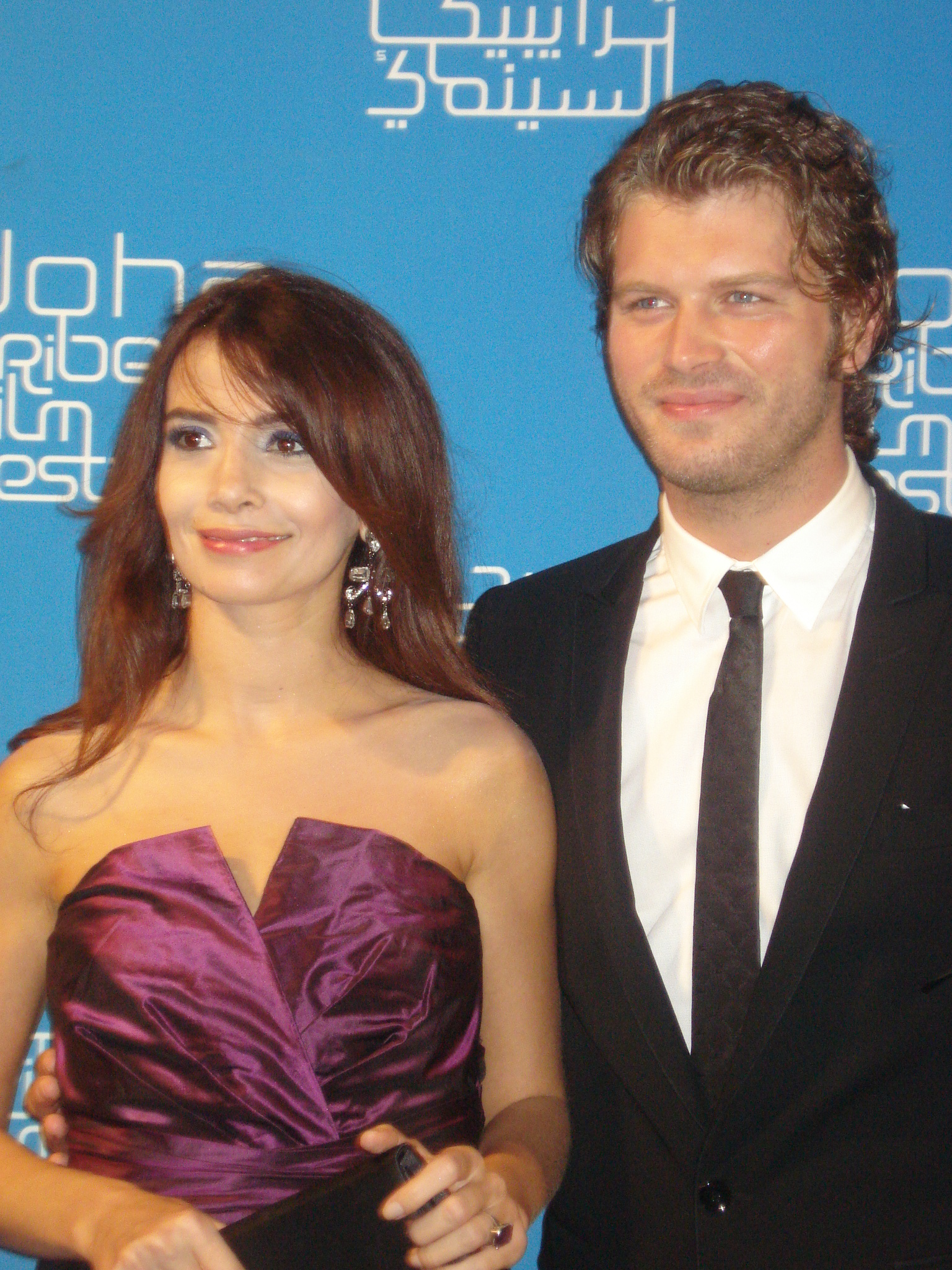
Songül Öden y Kıvanç Tatlıtuğ, 2009

| Cine       | Cine                 | Cine                   | Cine         |
| Año        | Título               | Papel                  | Notas        |
| ---------- | -------------------- | ---------------------- | ------------ |
| 2007       | Sınır                | Didem                  | Cortometraje |
| 2009       | Acı Aşk              | Ayşe                   |              |
| 2011       | 72. Koğuş            | Meryem                 |              |
| Televisión |                      |                        |              |
| Año        | Título               | Papel                  | Notas        |
| 1999       | Ferhunde Hanımlar    |                        |              |
| 2001       | Vasiyet              | Ruhinaz                |              |
| 2002       | Havada Bulut         | Ayşe                   |              |
| 2005       | Gümüş                | Gümüş Şadoğlu          |              |
| 2008       | Vazgeç Gönlüm        | Ezra                   |              |
| 2010       | Mükemmel Çift        | Ayça                   |              |
| 2011       | Umutsuz Ev Kadınları | Yasemin Anday Kalyoncu |              |
| 2015       | Serçe Sarayı         | Serçe                  |              |
| 2016       | Ekşi Elmalar         | Türkan Özay            |              |
| 2017       | Kayıtdışı            | Zeynep                 |              |
| 2017       | Fi                   | Yıldız Kolhan          |              |
| 2019       | Bir Aile Hikayesi    | Reyhan                 |              |

## Teatro
- Yerma (1993) - Teatro Ankara Deneme
- Yasar Ne Yasar Ne Yasamaz (1999–2000) - Teatro Trabzon
- Birimiz Hep Icin (1999–2000) - Teatro Trabzon
- Dort Mevsim (2003–2004) - Teatro Diyarbakir
- Hortlak (2003–2004) - Teatro Diyarbakir
- Ne Kadinlar Sevdim (2003–2004) - Teatro Cisenti
- Kadinciklar  (2007–2008) - Teatro Sadri Alisik
- Keşanlı Ali Destanı  (2011) - Teatro Sadri Alisik
- Küçük Adam Ne Oldu Sana?  (2012) - Teatro Sadri Alisik
- Kafkas Tebeşir Dairesi  (2013) - Teatro Sadri Alisik